# Alteración de papel moneda
La alteración intencionada de billetes, mediante sellos, dibujos o inscripciones es una forma de expresión en la frontera entre el arte y el vandalismo, influida por el grafiti (especialmente por el tagging y el post-graffiti). Puede tener fines propagandísticos, artísticos o simplemente recreativos. 
En teoría, en muchos estados los billetes así manipulados o enmendados con mensajes indelebles, pierden su valor legal. En la práctica, se suele aceptar su valor de cambio nominal.

## España
En 2003 una campaña anónima en España instaba a alterar los billetes denominados en euros, para denunciar la gestión del gobierno español en el naufragio del petrolero Prestige. Aprovechando que presentan impreso un mapa de Europa, esta campaña pedía que se pintase con tinta negra la costa española y se escribiera Nunca máis (nunca más en idioma gallego, eslogan popular y nombre de una plataforma de protesta).
El gobierno hizo rápidamente una campaña de información: todo billete con dicho texto y dibujo perdería toda su validez legal. En breve tiempo se deshizo la convocatoria siendo escasos los billetes que se pusieron a circular con dicho texto por el temor a su invalidación.
En 2007 se crea otra campaña para protestar en contra del canon de la SGAE. En esta campaña se invita a poner en los billetes de la frase SGAE = Ladrones

## Colombia
En 1979, el Movimiento Comuneros de 81, para protestar contra los fallos en la prestación de servicios públicos, selló billetes con el eslogan: "No pague agua a Emposan. Comuneros 81", en el departamento de Santander. También se encontraban billetes con la inscripción M-19.